# Château de Catuelan
Le château de Catuelan est un édifice situé à Hénon, en France.

## Localisation
Le château est situé sur le territoire de la commune de Hénon, dans le département des Côtes-d'Armor en région Bretagne.

## Historique
Les façades et toitures du château ainsi que la porte à fronton et pilastre, les terrasses, le sol  de la cour et les douves sont inscrits au titre des monuments historiques par arrêté du 19 juin 1964.